# 桃子·格爾多夫
桃子·格爾多夫、蜜桃·格爾多夫、皮驰斯·吉尔道夫（英語：Peaches Honeyblossom Geldof，1989年3月13日—2014年4月7日），是一名英国记者、电视新闻人、模特。

## 生平
她是鲍勃·吉尔道夫和葆拉·叶慈的第二个女儿，她出生于倫敦的威斯敏斯特，并在伦敦切尔西长大。2007年，她在伦敦时装周扮演猫步模特，之后流行于模特界。
2008年8月5日，她在拉斯维加斯嫁给了马克斯·杜鲁梅，此前两人仅仅相识一个月。2009年2月7日，两人决定离婚。
2012年，她嫁给了托马斯·柯恩，两人在位于肯特的一个教堂中结婚。之后他们从肯特洛珊迁居到北伦敦。2012年4月21日，他们有了第一个孩子。2013年4月23日，第二个孩子出生。
2014年4月7日，她被发现死于位于英国肯特的家中，享年25岁，死亡原因不明。